# Pantheist (Album)
Pantheist ist das vierte Album der belgischen Atmospheric-Doom-Band Pantheist. Mit der Stilkombination aus Extreme Doom und Progressive Metal führte das Album die stilistische Entwicklung der Band und zunehmende Abkehr vom Funeral Doom fort.

## Geschichte
Bis zur Aufnahme des vierten und selbstbetitelten Albums von Pantheist vergingen, nach der Veröffentlichung des Split-Albums Unveiling the Signs drei Jahre. Der bisherige Vertragspartner Firebox Records führte die Kooperation nicht fort und Pantheist gingen einen Vertrag mit Grau Records ein. Das Label gab neben dem kommenden Album auch die vorherigen Alben erneut heraus.
Pantheist hatten bereits zur Tournee 2007 den Gitarristen Pepijn van Houwelingen hinzugezogen und bestanden seither in einer Konstellation aus Kostas Panagiotou der weiterhin Keyboard spielte und sich als Sänger einbrachte, den Gitarristen Ilia Rodriguez und Pepijn van Houwelingen, dem Bassisten Mark Bodossian und dem Schlagzeuger Sterghios Moschos. Die Atmosphäre in der Band war indes angespannt. Bodossian hatte während des Schreibprozesses angekündigt, die Band nach den Aufnahmen aufgrund eines Umzugs nach Norwegen zu verlassen. Rodriguez und Panagiotou hatten nicht näher benannte individuelle Probleme, die dem regelmäßigen Zusammenkommen entgegenstanden. Unter den eigenen Problemen näherte sich Rodriguez Beteiligung an Pantheist ebenfalls einem Ende zu.

„Nachdem er seine Stücke geschrieben hatte, war es beinah so, als hätte der Prozess ihn ausgehöhlt. Er musste weiterziehen und sich auf andere Dinge konzentrieren. Also hatten wir zwei Kernmitglieder verloren, bevor das Album veröffentlicht wurde.“

Ausgehend vom vorherigen Album Journey Through Lands Unknown und unter dem Einfluss von Anathema, King Crimson, Pink Floyd, Devin Townsend und Skepticism war die Gruppe bestrebt ihre Stilentwicklung fortzuführen. Panagiotou ergänzt diese Idee um den Wunsch „ein Album zu machen, das sogar [s]einer Mutter gefallen würde“. Es sei Ausdruck des Bedürfnis, die Band von „den Zwängen des Funeral Doom zu befreien und etwas Individuelleres und Persönlicheres zu schaffen.“
Rodriguez und Panagiotou schrieben ihre Stücke getrennt voneinander. Ein gemeinsamer Schreibprozess oder ein Austausch über den jeweiligen Stand fand kaum statt. In Sitzungen im Oktober 2010 und Januar 2011 nahm die Band dann das Album in den Priory Recording Studios unter der technischen Begleitung von Greg Chandler auf. Chandler übernahm auch Abmischung und Mastering des Albums. Panagiotou beschrieb die Aufnahmesitzungen „sehr fragmentiert“ und kaum „bequem“, aber das als Endergebnis entstandene Album wurde seine „liebste Pantheist-Albumveröffentlichung“.
Auf die Veröffentlichung folgten diverse internationale Auftritte in neuer Besetzung. Aleksej Obradović von der britischen Death-Doom-Band De Profoundis wurde als Bassist hinzugezogen, während die Band auf einen zweiten Gitarristen vorerst verzichtete. So trat die Gruppe nach Veröffentlichung von Pantheist mit Crippled Black Phoenix, Immortal und Ataraxie auf. Ebenfalls entstand ein kurzer gemeinsamer Auftritt in einer Sendung des britischen Fernsehsenders UK Channel 4 sowie eine besonders populäre Performance mit Skepticism in der Kirche St Giles-in-the-Fields. Für das Stück Be Here wurde im belgischen Roeselare vom Regisseur Alexander Decommere ein Musikvideo gedreht.

## Albuminformationen
Pantheist ist, mit sieben separate Stücke und einer Gesamtspielzeit von 56:10 Minuten, das vierte Studioalbum der Band. Es wurde am 8. April 2011 über Grau Records mit der Katalognummer Grau017 als CD veröffentlicht. Eine Veröffentlichung als Musikdownload erfolgte über Grau Records und Pantheist im Jahr 2016 in der erweiterten Variante. Beide nutzten dazu den Online-Musikdienst Bandcamp.

### Titelliste
1. One of These Funerals: 03:01
(Musik: Rodriguez, Moschos)
2. Broken Statue:08:40
(Musik und Text: Panagiotou)
3. The Storm: 11:41
(Musik und Text: Panagiotou)
4. Be Here: 10:47
(Musik und Text: Panagiotou)
5. 4:59: 05:03
(Musik und Text: Rodriguez)
6. Brighter Days: 08:41
(Musik und Text: Rodriguez)
7. Live Through Me: 08:17
(Musik und Text: Panagiotou)

### Gestaltung
Das Begleitmaterial sowie der Tonträger wurden für Pantheist in grau gehalten. alle Angaben sind in einer serifenlosen schwarzen Schrift abgedruckt. Die inneren Seiten des Heftes sind jenseits der Schrift überwiegend grau ohne Nuancierungen. Das Cover zeigt eine schemenhafte Gestalt die in eine spiegelnde Oberfläche gebeugt ist. In der Heftmitte sind zwei Bleistiftskizzen einer Person, die sich an eine Wasseroberfläche beugt. Eine zeigt ein sich spiegelndes Gesicht, die zweite eine Frau deren Hände die ihrer Spiegelung berühren.

### Stil
Aufbauend, ebenso wie abgrenzend, auf und von den progressiven Ansätzen von Journey Through Lands Unknown und unter dem Einfluss des Progressive Rock sollte Pantheist ein „konsistenteres, aber immer noch unvorhersehbares“ Album sein. Der Freiheit und Kreativität des vorherigen Albums sollte mit songorientierter Einfachheit, Kontrolle und Zugänglichkeit begegnet werden. Dabei griff die Band auf Elemente der Popmusik und des Classic Rock zurück, ohne dabei das Fundament ihres ursprünglichen Klangs zu verlieren. Die resultierende Stilmelange wurde vom Grau Records als „Emotional Doom“ beworben und in Rezensionen als Post-Funeral-Doom kategorisiert. Die Entwicklung von Pantheist wurde derweil mit jener von Katatonia und Anathema verglichen.
Die Band wandelte ihren Stil, wobei der „Funeral-Anteil […] zu einem großen Teil beerdigt“ wurde. Nicht mehr dem Funeral Doom entsprechend langsam gleicht die Musik einem modernen Doom Rock. Dafür wurde das Album „umso epischer und in Sachen Songwriting schlüssiger“. „Mediterranes Akustikgitarrenspiel, verhaltene Blechbläser- und Hammondeinsätze, mitunter regelrecht spacige Keyboards, pechschwarze Drone-Ausflüge und schwermütiges Piano-Moll feiern zu keiner Zeit Karneval, sondern ein trauriges, aber selten verzweifeltes, Fest des Weltschmerzes.“ Bombastische Moment wurde in diese neue Einfachheit „integriert, und tiefste Growls finden nur noch hin und wieder Anwendung, dann aber sehr gezielt und songdienlich.“

„Langsam umarmen einen die Riffs und Synthesizer, und die zerbrechliche Stimme wickelt einen in dieses Klanggefüge ein.“

## Wahrnehmung
Pantheist wurde international überwiegend positiv aufgenommen. In wenigen Rezensionen wurde die Veröffentlichung als Mittelmäßig beurteilt. Dabei sei Pantheist von der Band „konsequent zwischen die Stühle“ des Funeral Doom und Doom Metal gesetzt worden und „verdient dafür auch ein Stück Respekt.“ Weitere Rezensionen fielen vermehrt lobend aus, da die Band „mit ihrem von Melancholie und Weltschmerz durchtränkten Doom Rock immer noch tief ergreifen“ könne.

„Mit Rock ’n’ Roll und Heavy Metal haben PANTHEIST in vielen Momenten zwar nur relativ wenig zu tun, das ändert aber nichts an der Tatsache, dass diese Musik nicht nur gut gemacht ist, sondern auch Emotionen ausstrahlt.“

Diese Wirkung wird in weiteren positiven Besprechungen regelmäßig bemüht. Das Album habe eine „hypnotische und Gänsehaut erzeugende Wirkung“ und sei dabei „kraftvoll und beängstigend“. Weitere Rezensenten prognostizierten der Band künftigen Erfolg, da Pantheist ein „gutes Album einer Band, die man im Auge behalten sollte“ sei. Spätestens „mit diesem Album“ sei die Band zu einer „Nummer des mittlerweile wieder anziehenden Doom-Genres“ geworden.